# Max Clark
Max Oliver Clark (Kingston upon Hull, 19 gennaio 1996) è un calciatore inglese, difensore o centrocampista del Gillingham.

## Carriera

### Club
Cresciuto nel settore giovanile dell'Hull City, il 25 marzo 2016 viene ceduto in prestito fino al termine della stagione al Cambridge United. Esordisce tra i professionisti lo stesso giorno, in occasione della partita di League Two persa per 3-0 contro il Bristol Rovers. Il 30 giugno ritorna, sempre a titolo temporaneo, nella città universitaria; il 10 dicembre segna la prima rete in carriera, nella vittoria per 0-5 ottenuta contro l’Hartlepool United.
Rientrato all'Hull City, viene inserito nella rosa della prima squadra dal nuovo allenatore Leonid Sluckij e impiegato con regolarità nel corso della stagione; il 22 giugno 2018, dopo aver rifiutato una proposta di rinnovo da parte dei Tigers, viene ceduto a titolo definitivo al Vitesse, con cui firma un triennale.
Il 1º febbraio 2021, mai impiegato nella prima parte di stagione, fa ritorno all'Hull City, con cui firma un contratto semestrale.

### Nazionale
Ha giocato nelle nazionali giovanili inglesi Under-16 ed Under-17.

## Statistiche

### Presenze e reti nei club
Statistiche aggiornate al 6 febbraio 2021.
| Stagione             | Squadra              | Campionato           | Campionato | Campionato | Coppe nazionali | Coppe nazionali | Coppe nazionali | Coppe continentali | Coppe continentali | Coppe continentali | Altre coppe | Altre coppe | Altre coppe | Totale | Totale | Totale |
| Stagione             | Squadra              | Comp                 | Pres       | Reti       | Comp            | Pres            | Reti            | Comp               | Pres               | Reti               | Comp        | Pres        | Reti        | Pres   | Reti   |        |
| -------------------- | -------------------- | -------------------- | ---------- | ---------- | --------------- | --------------- | --------------- | ------------------ | ------------------ | ------------------ | ----------- | ----------- | ----------- | ------ | ------ | ------ |
| mar.-giu. 2016       | Cambridge Utd        | FL1                  | 9          | 0          | FACup+CdL       | -               | -               | -                  | -                  | -                  | FLT         | -           | -           | 9      | 0      |        |
| 2016-2017            | Cambridge Utd        | FL1                  | 27         | 1          | FACup+CdL       | 3+1             | 0               | -                  | -                  | -                  | FLT         | 4           | 0           | 35     | 1      |        |
| Totale Cambridge Utd | Totale Cambridge Utd | Totale Cambridge Utd | 36         | 1          |                 | 4               | 0               |                    | -                  | -                  |             | 4           | 0           | 44     | 1      |        |
| 2017-2018            | Hull City            | FLC                  | 27         | 0          | FACup+CdL       | 3+0             | 0               | -                  | -                  | -                  | -           | -           | -           | 30     | 0      |        |
| 2018-2019            | Vitesse              | E                    | 23+3       | 1+1        | CO              | 3               | 0               | UEL                | 1                  | 0                  | -           | -           | -           | 6      | 0      |        |
| 2019-2020            | Vitesse              | E                    | 23         | 1          | CO              | 4               | 0               | -                  | -                  | -                  | -           | -           | -           | 27     | 1      |        |
| Totale Vitesse       | Totale Vitesse       | Totale Vitesse       | 46+3       | 2+1        |                 | 7               | 0               |                    | 1                  | 0                  |             | -           | -           | 57     | 3      |        |
| feb.-giu. 2021       | Hull City            | FL1                  | 0          | 0          | FACup+CdL       | -               | -               | -                  | -                  | -                  | FLT         | 0           | 0           | 0      | 0      |        |
| Totale Hull City     | Totale Hull City     | Totale Hull City     | 27         | 0          |                 | 3               | 0               |                    | -                  | -                  |             | 0           | 0           | 30     | 0      |        |
| Totale carriera      | Totale carriera      | Totale carriera      | 109+3      | 3+1        |                 | 14              | 0               |                    | 1                  | 0                  |             | 4           | 0           | 131    | 4      |        |